# Mühlendorf Gschnitz

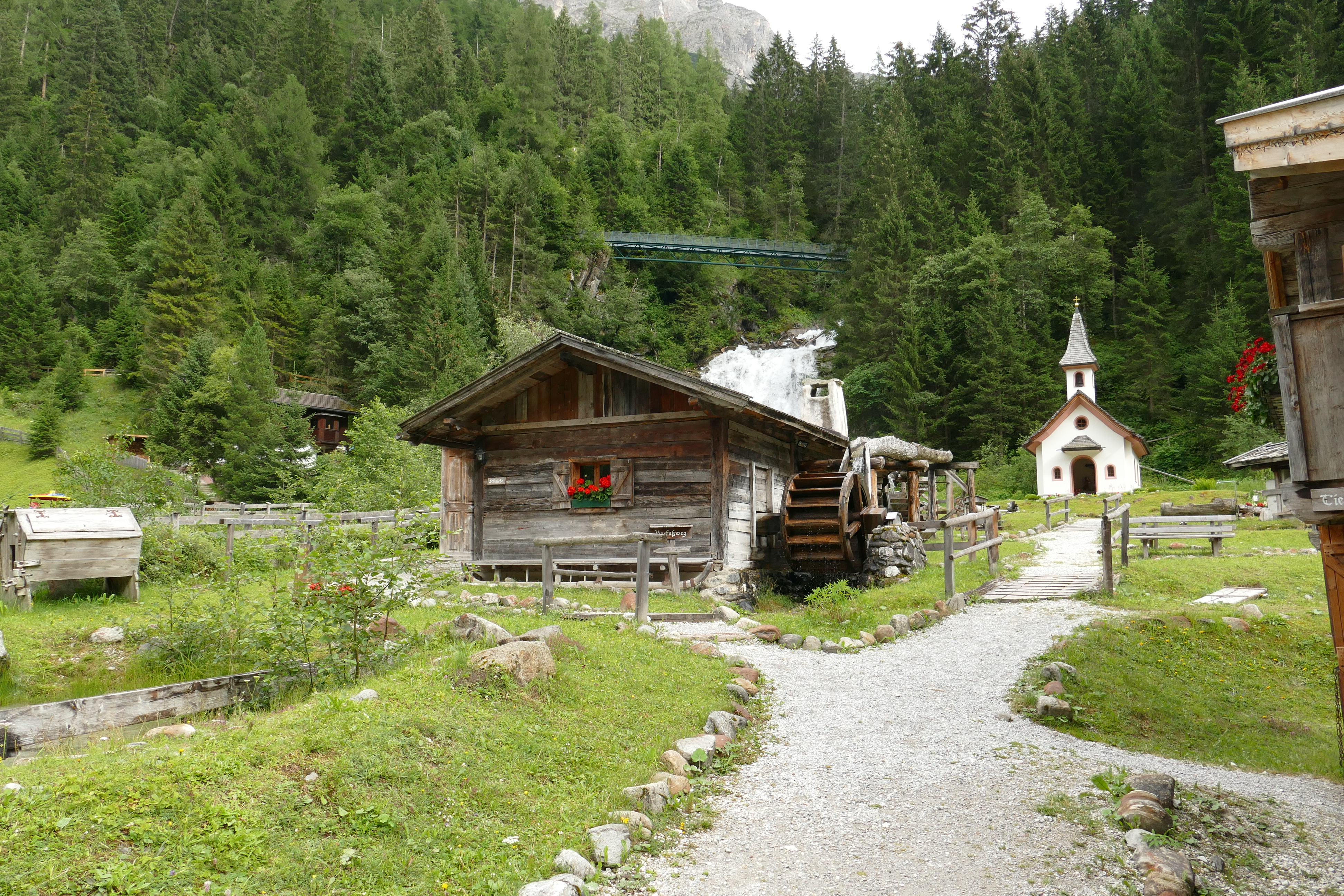
Blick auf die Josephskapelle und die Getreidemühle, im Hintergrund der Sandesbach Wasserfall (2021)

Das Mühlendorf Gschnitz ist ein Freilichtmuseum mit Schwerpunkt Wassermühlen in der Gemeinde Gschnitz. Es liegt am Talschluss des Gschnitztals und verfügt über eine Busanbindung.
Das Mühlendorf wurde 2007 von einem gemeinnützigen Verein eröffnet. Es wird eine mit Wasserkraft betriebene Schmiede und eine Getreidemühle gezeigt, daneben mehrere andere Handwerksstätten und Almhütten. Der Wasserfall des Sandesbaches ist am oberen Ende des Mühlendorfes gelegen. Das kostenpflichtige Museum ist in den Sommermonaten täglich ganztägig geöffnet, es gibt gelegentlich Vorführungen von alten Handwerkstätigkeiten.
2020 wurde nach Unwetterschäden eine neue Fußgängerbrücke über dem Sandesbach errichtet. Am 30. Juni 2025, nach einem Gewitter mit Hagel, führte eine große Vermurung um 18.00 Uhr zu einem Aufstau des Gschnitzbachs. Das Hochwasser hat das Freilichtmuseum bis auf die Kapelle St. Joseph komplett verwüstet.